# FC TVMK
FC TVMK var en estnisk fotbollsklubb från huvudstaden Tallinn som grundades 1951. Klubben vann Meistriliiga, den högsta ligan i Estland, en gång (2005) och den estländska cupen två gånger (2003 och 2006). Man har även vunnit den estländska supercupen två gånger (2005 och 2006). Laget spelade på samma arena, Kadrioru staadion, som sina främsta rivaler, Levadia.
Klubben vann sin första och enda Meistriliiga-titel 2005, mycket tack vare Tarmo Neemelo som under säsongen gjorde 41 mål. Efter säsongen förlorade klubben Neemelo och Ingemar Teever och man slutade 2006 på en fjärdeplats, den sämsta placeringen sedan 1999.
Efter säsongen 2008 drogs klubbens elitlicens in. TVMK hamnade därför på sista plats i tabellen, trots att man resultatmässigt spelat sig till en tredjeplats. Klubben upplöstes samma höst.

## Ligastatistik efter säsong
| Säsong                       | Nivå | Liga         | Pos. | Referens |
| ---------------------------- | ---- | ------------ | ---- | -------- |
| Som TVMV                     |      |              |      |          |
| 1992                         | 1    | Meistriliiga | 3    | [ 2 ]    |
| Som Nikol Tallinn            |      |              |      |          |
| 1992/1993                    | 1    | Meistriliiga | 3    | [ 3 ]    |
| Som Nikol/Marlekor Tallinn   |      |              |      |          |
| 1993/1994                    | 1    | Meistriliiga | 3    | [ 4 ]    |
| Som Lantana/Marlekor Tallinn |      |              |      |          |
| 1994/1995                    | 1    | Meistriliiga | 2    | [ 5 ]    |
| Som Tevalte/Marlekor Tallinn |      |              |      |          |
| 1995/1996                    | 1    | Meistriliiga | 3    | [ 6 ]    |
| Som FC Marlekor              |      |              |      |          |
| 1996/1997                    | 1    | Meistriliiga | 5    | [ 7 ]    |
| Som TVMK                     |      |              |      |          |
| 1997/1998                    | 1    | Meistriliiga | 6    | [ 8 ]    |
| 1998                         | 1    | Meistriliiga | 6    | [ 9 ]    |
| 1999                         | 1    | Meistriliiga | 5    | [ 10 ]   |
| 2000                         | 1    | Meistriliiga | 3    | [ 11 ]   |
| 2001                         | 1    | Meistriliiga | 2    | [ 12 ]   |
| 2002                         | 1    | Meistriliiga | 3    | [ 13 ]   |
| 2003                         | 1    | Meistriliiga | 2    | [ 14 ]   |
| 2004                         | 1    | Meistriliiga | 2    | [ 15 ]   |
| 2005                         | 1    | Meistriliiga | 1    | [ 16 ]   |
| 2006                         | 1    | Meistriliiga | 4    | [ 17 ]   |
| 2007                         | 1    | Meistriliiga | 3    | [ 18 ]   |
| 2008                         | 1    | Meistriliiga | 10   | [ 19 ]   |

## Meriter
- Meistriliiga:
  - Vinnare (1): 2005
- Estländska cupen:
  - Vinnare (2): 2003, 2006
- Estländska supercupen:
  - Vinnare (2): 2005, 2006